# Château des Princes-Électeurs (Bonn)

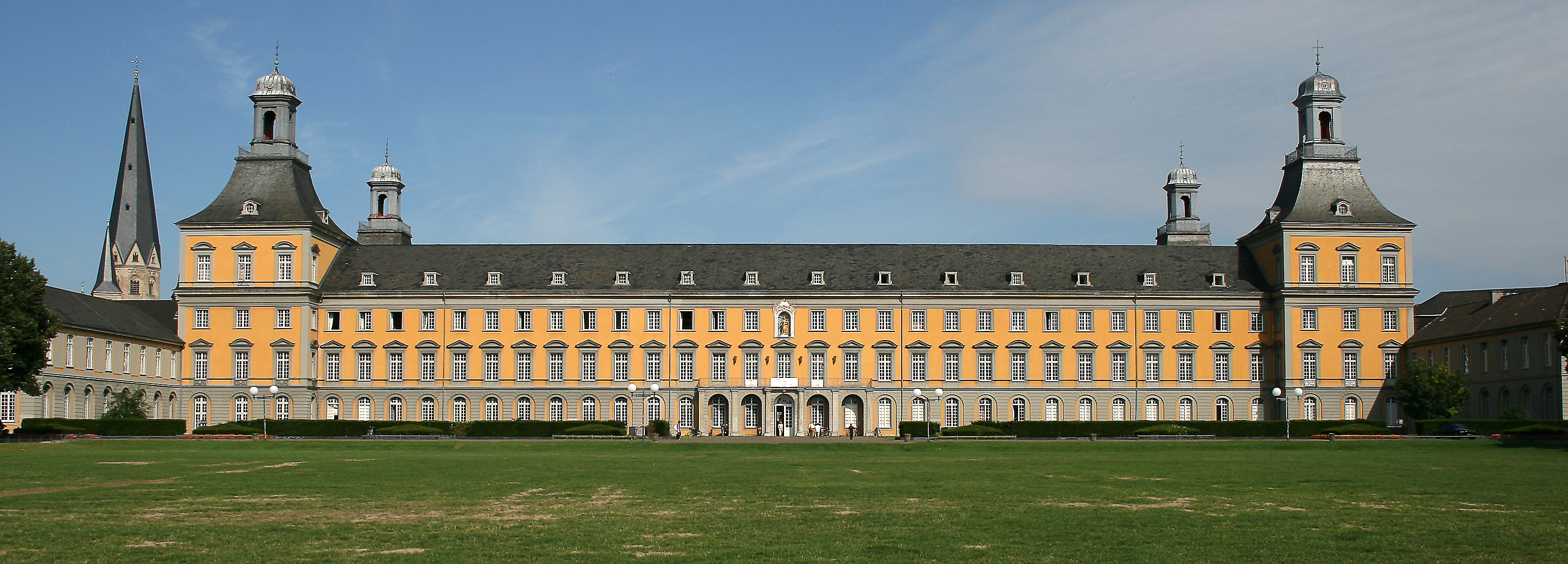
Château des Princes-Électeurs (2007), au fond la tour de la cathédrale de Bonn

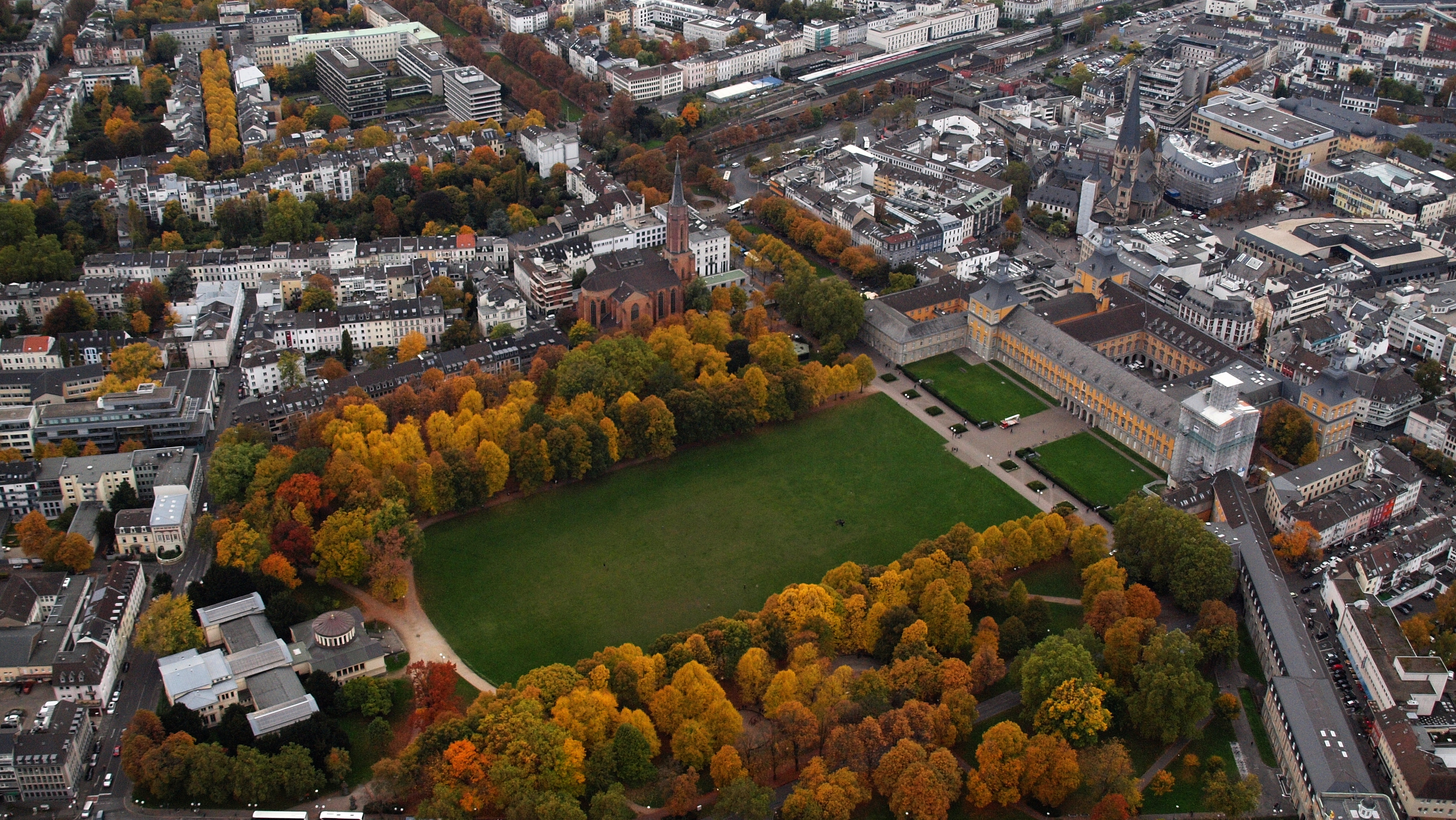
Château des Princes-Électeurs (Bonn), vue aérienne (2015)

Pour les articles homonymes, voir Château des Princes-Électeurs.
Le château des Princes-Électeurs au centre de Bonn est la résidence de l'électeur-archevêque de Cologne jusqu'en 1794.
Le jardin de Cour de Bonn (de), un parc spacieux situé au sud du palais, est inextricablement lié au bâtiment. Aujourd'hui, le bâtiment abrite l'université rhénane Frédéric-Guillaume de Bonn. Avec le jardin de Cour, il est classé monument (de) historique

## Histoire

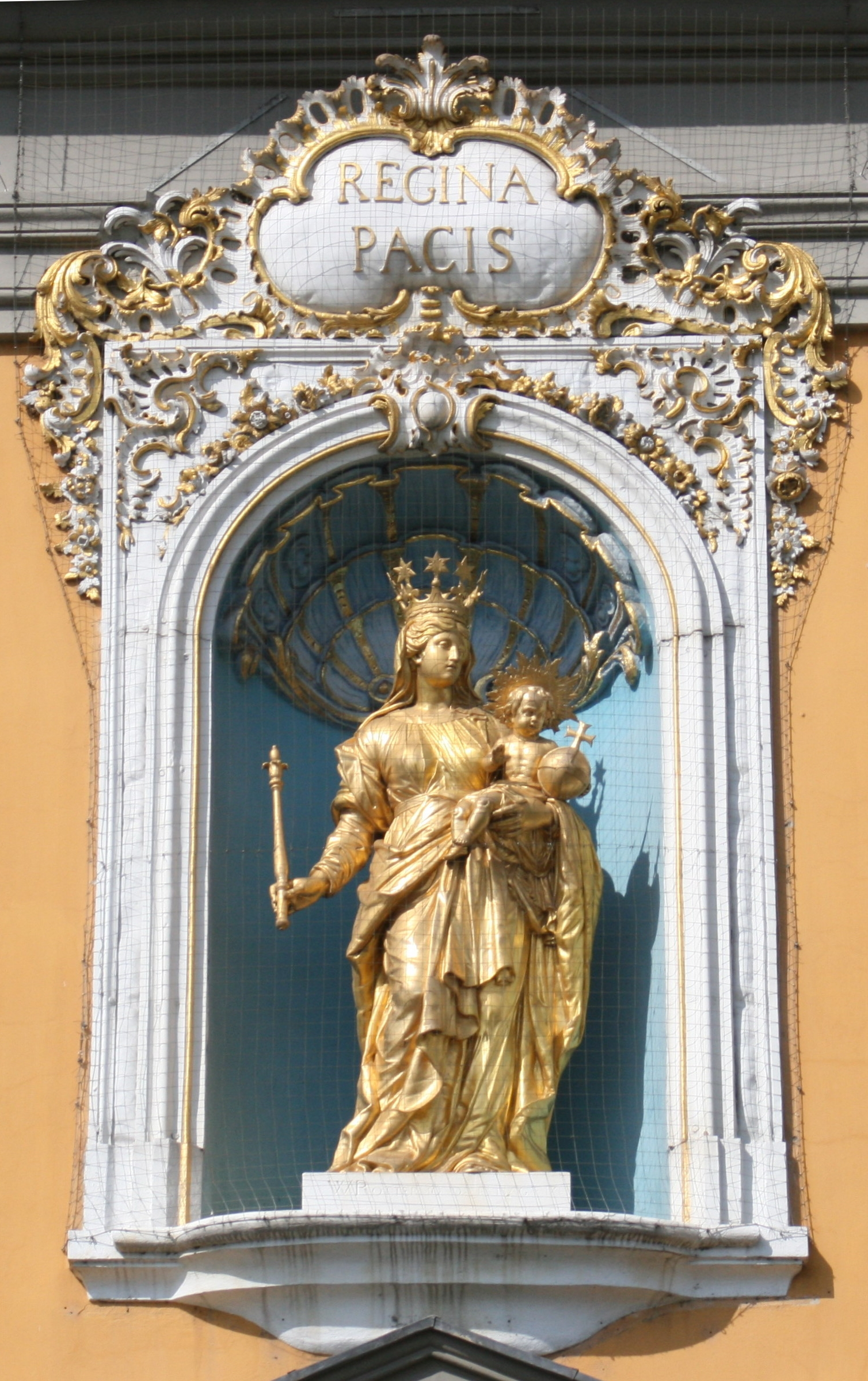
Regina Pacis au-dessus de l'entrée sud

Le bâtiment précédent du château actuel est construit pour le compte de l'électeur Salentin d'Isembourg entre 1567 et 1577. Ce château, bordé au sud par l'enceinte de la ville, est détruit lors de la canonnade de Bonn par les troupes alliées de l'électeur Joseph-Clément en 1689, lors de la reprise de la ville par celui-ci.
Dans les années 1697-1705, il fait reconstruire le château sous la forme d'un complexe à quatre ailes en forme de fort avec quatre saillies d'angle selon les plans de l'architecte de la cour de Munich Enrico Zuccalli, sous la direction d'Antonio Riva (de). Le bâtiment est regroupé autour d'une cour à arcades rectangulaires et s'ouvre en direction nord-est sur une cour d'honneur dans laquelle se trouve l'entrée principale du palais pendant la période électorale. Vers 1700, la double église est ajoutée à l'aile ouest. L'auditorium universitaire se trouve désormais à sa place.
Dans les années 1715-1723, Robert de Cotte (1656-1735) fait ouvrir ce bâtiment austère au sud et aménage le jardin de la cour. En 1744, le côté sud reçoit la statue de la Madone « Regina Pacis », la patronne de l'université. La sculpture dorée du sculpteur Wilhelm Rottermondt est placée au-dessus de l'entrée sud.
Le 15 janvier 1777, le château brûle. Le feu s'est déclaré tôt le matin dans l'aile ouest, s'est propagé dans la charpente et a fait exploser la poudrière. Les opérations de sauvetage se poursuivent toute la journée, la ville risquant elle aussi de s'embraser. De nombreuses personnes perdent la vie. Après l'incendie, la reconstruction n'est pas entamée immédiatement. Seule l'aile du jardin de Cour est reconstruite sous une forme simplifiée. L'église du château, également détruite, est remplacée par une double église plus petite dans l'aile est, où elle se trouve encore aujourd'hui. À la suite de l'invasion des troupes révolutionnaires françaises en 1794, l'utilisation du château comme résidence des princes-électeurs prend fin.
En 1818, le roi de Prusse fait don du bâtiment à la nouvelle université Frédéric-Guillaume, qui l'utilise encore aujourd'hui comme bâtiment principal. Dans la seconde moitié des années 1920, sur la base des plans de Zuccalli et de Cotte, les ailes détruites lors de l'incendie du château sont restaurées et la quatrième tour d'angle est construite pour la première fois. En octobre 1944, le bâtiment est de nouveau détruit par un bombardement et, après la Seconde Guerre mondiale, fait l'objet d'une reconstruction dont les travaux durent jusqu'en 1951.

## Architecture

### Bâtiment principal
Le bâtiment principal de trois étages de l'ancien château se compose de deux ailes longitudinales, fermées sur les côtés par des saillies d'angle avec des toits rainurés vers l'intérieur avec des fixations de lanternes ouvertes et entourant plusieurs cours intérieures. Le bâtiment, plutôt austère tant à l'intérieur que dans la conception de sa façade, est plutôt déstructuré et globalement sans fioritures - malgré la grande distance - il s'inspire clairement de l'architecture de l'Escurial près de Madrid et du style herrerianisme (de) qui en dérive. L'aile transversale à l'ouest donne sur la Poppelsdorfer Allee (de) jusqu'au château de Poppelsdorf (de). La cour centrale est entourée d'arcades et sert, entre autres comme passage de la ville au nord-ouest au jardin de Cour au sud-est. L'aile transversale nord-est contient l'église du château et sépare la cour intérieure de la cour flanquée de deux des quatre tours. L'aile de la galerie s'étend entre la tour Est et le Rhin, dans laquelle s'insèrent la porte de Coblence et la porte de Stocken qui s'étend sur la Stockenstraße.

### Porte de Coblence

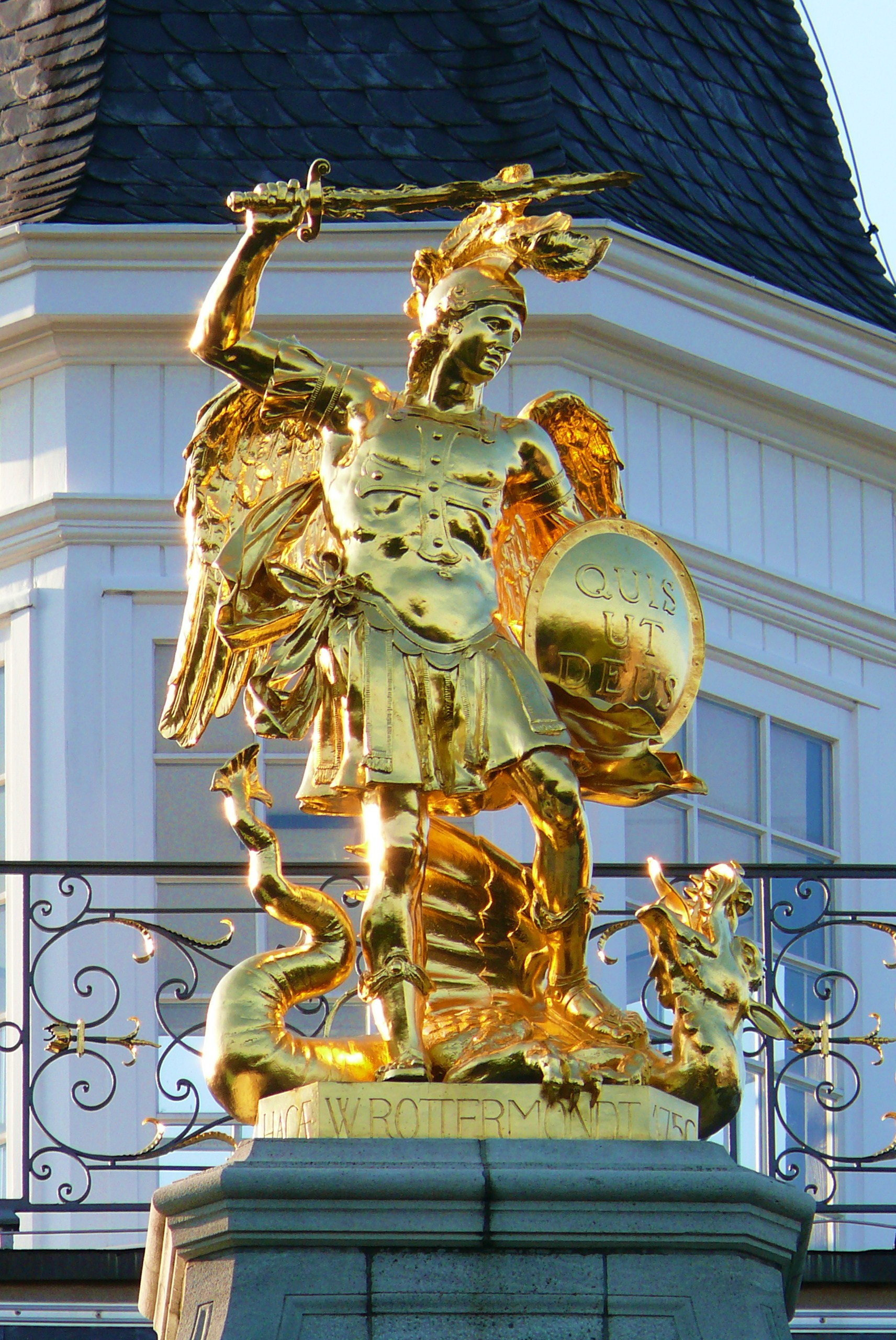
L'Archange Michel sur la porte de Coblence (2007)

Inséré dans l'aile baroque Est (dite « L'aile de la galerie » est la porte représentative de Coblence. Il s'agit d'un bâtiment baroque de trois étages, dont l'architecture diffère sensiblement de la structure plutôt simple et non sculpturale du bâtiment principal. Le bâtiment enjambe l'actuelle route fédérale 9 jusqu'à Coblence. La porte de Coblence est également connue sous le nom de « porte Saint-Michel »  car la grande salle située au niveau central du bâtiment était à l'origine utilisée comme siège ou lieu de réunion pour l'ordre chevaleresque de Saint-Michel.
La porte de Coblence est insérée dans le château électoral entre 1751 et 1755 pour le compte de l'électeur Clément-Auguste par le maître d'œuvre de Bonn Michael Leveilly (de) sur la base des plans de François de Cuvilliés l'Ancien. C'est également l'électeur Clément-Auguste qui apparaît comme le bâtisseur de nombreux autres édifices baroques dans la région : il achève la construction du château de Poppelsdorf (1715-1740) commencée par son oncle, l'électeur Joseph-Cléments, et construit dans l'actuel quartier de Bonn, Röttgen; le château d'Herzogsfreude (de) comme pavillon de chasse (1753-1755) et les châteaux d'Augustusburg et de Falkenlust à Brühl (1723-1746) comme châteaux de chasse et d'été. Le plus petit pavillon de chasse d'Entenfang (de) à Berzdorf, près de Brühl, lui est également attribué à tort pendant longtemps.

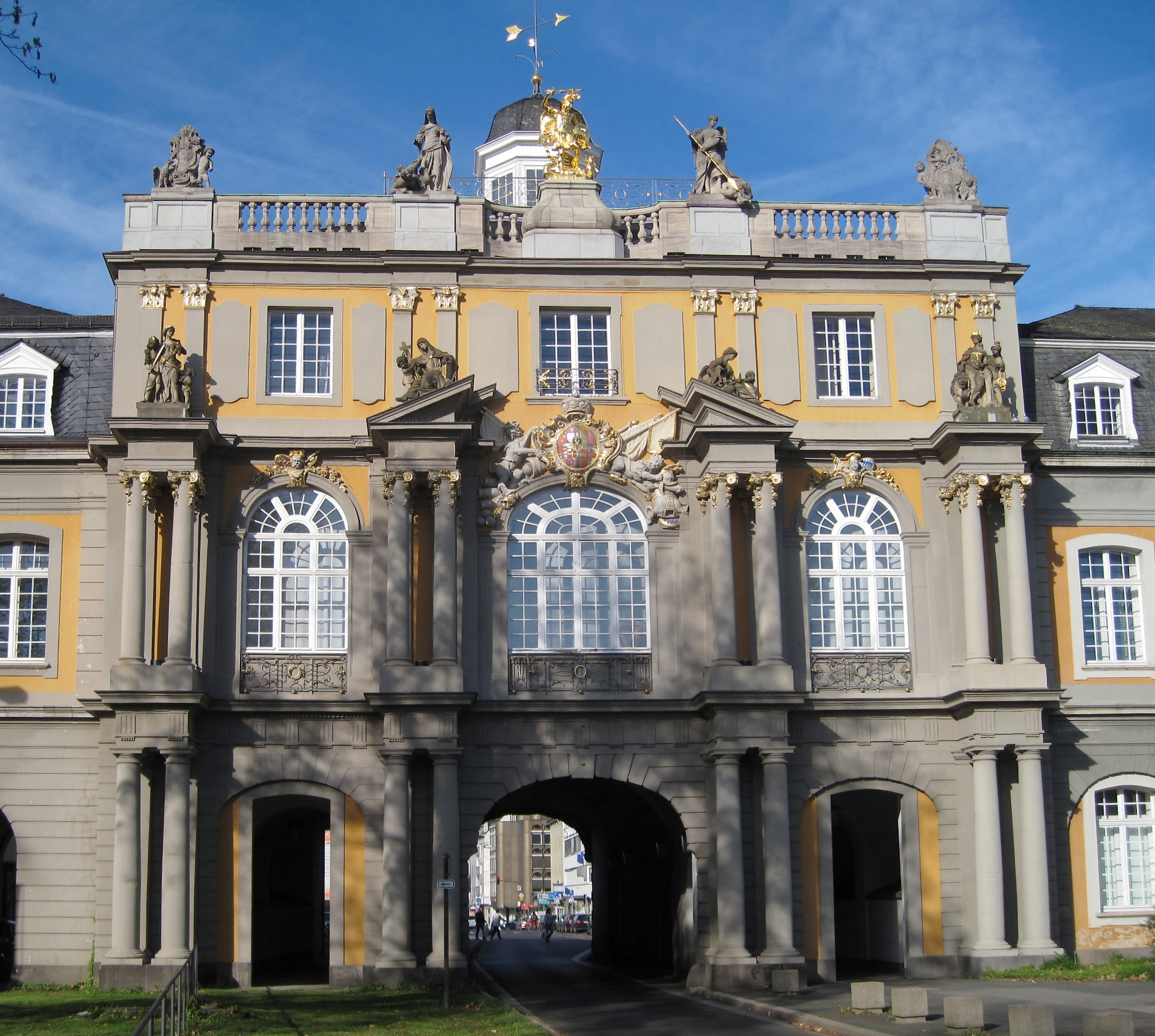
Vue sud de la porte de Coblence (2013)

La porte comporte trois niveaux de sol horizontaux : le niveau inférieur, conçu selon un schéma d'arc de triomphe (de) et avec des murs extérieurs rustiques, se compose de trois passages - séparés par des paires de colonnes doubles avec de simples chapiteaux doriques - un plus large au milieu pour les cavaliers. et des voitures (aujourd'hui des voitures) et deux plus étroites du côté des piétons ; la zone de l'architrave en saillie et en retrait est ornée d'une frise de triglyphes métopes. Le niveau intermédiaire a presque la même conception architecturale, mais comporte des fenêtres et est beaucoup plus richement décoré (chapiteaux ioniques, armoiries portées par des putti dans le pignon central soufflé (de)) ; Au-dessus de la zone interrompue de l'architrave se trouvent quatre statues allégoriques presque grandeur nature qui incarnent les vertus de l'Ordre de Michel (piété, endurance, force et loyauté). Contrairement aux deux niveaux inférieurs sculptés, le niveau supérieur apparaît plat et peu représentatif, car au lieu des doubles colonnes, il n'y a que des pilastres avec des chapiteaux corinthiens ; De plus, les fenêtres sont conçues comme de simples fenêtres rectangulaires. L'ensemble du bâtiment se termine par une balustrade environnante, dont la partie centrale en retrait entoure une base avec une statue dorée de l'archange Michel tueur de dragons - également créée par le sculpteur Wilhelm Rottermondt - sur les côtés de laquelle se trouvent deux figures féminines, toutes deux battent des monstres mâles gisant au sol : celui de gauche tient dans ses bras un agneau de Dieu tandis que celui de droite est ailé et armé d'une lance. L'ensemble de la structure de la porte est surélevé par une tour-lanterne octogonale en forme de dôme avec vitrage sur tout le pourtour.
La route fédérale 9 passe par la porte de Coblence ; jusqu'à la construction des autoroutes de la ville de Bonn, elle constituait un goulot d'étranglement pour le trafic local et longue distance : au début des années 1960, 36 000 véhicules à moteur passaient chaque jour par la porte
La porte de Coblence est rénovée en 2005 et 2006 pour environ un million d'euros par le service de la construction et des biens immobiliers de Rhénanie-du-Nord-Westphalie (de) avec le soutien financier de la Fondation allemande pour la protection des monuments. Le revêtement de la route est renouvelé, des caniveaux sont installés et l'éclairage est rénové.

### Église du château

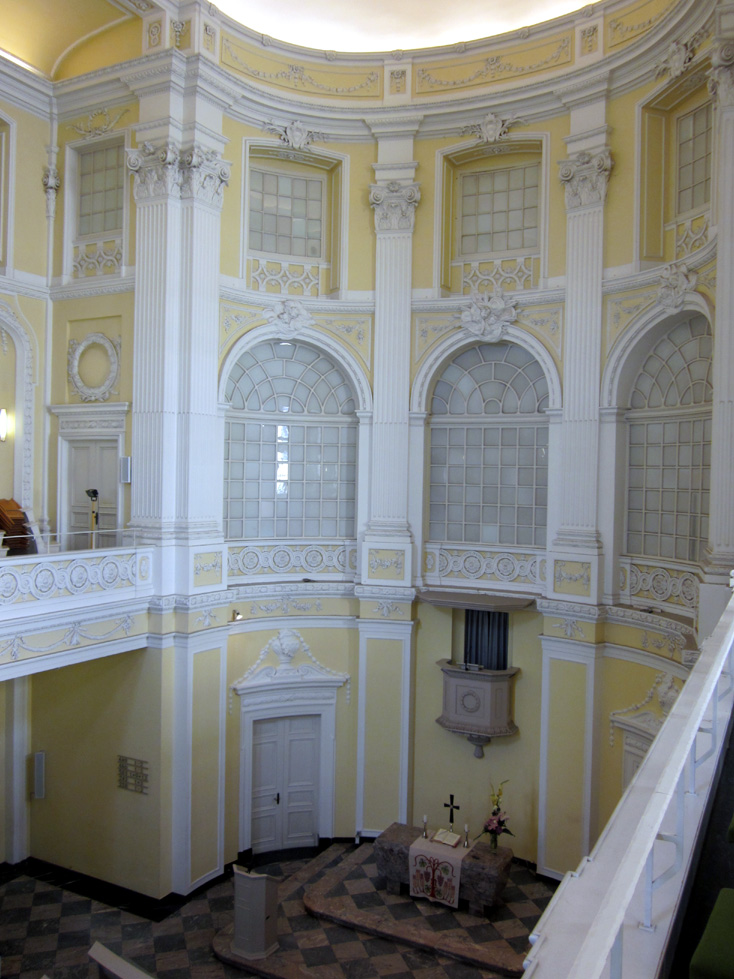
Chœur de l'église du château

L'église du château est située dans la tour sud-est du château. Elle est construite en 1779 par l'architecte Johann Heinrich Roth comme chapelle de cour pour les électeurs. En 1816, le roi de Prusse Frédéric-Guillaume III attribue l'église du château à la communauté protestante de Bonn comme lieu de culte. La chaire de l'église date du XIXe siècle ; elle est conçue par Karl Friedrich Schinkel. Après la Seconde Guerre mondiale, l'église du château, entièrement détruite, est reconstruite et les riches stucs sont également restaurés. Aujourd'hui, elle est utilisée pour les services religieux de la communauté universitaire protestante.
En 1779, Martin Legros (de) fonde deux cloches au nom de l'électeur Maximilien-Frédéric de Königsegg-Rothenfels pour l'église du château nouvellement construite après le grand incendie de la résidence. Christian Claren (de) ajoute une troisième cloche en 1869. Les trois cloches sont confisquées pendant la Seconde Guerre mondiale. Les cloches de Legros, partiellement endommagées, sont restituées en 1947 et sont accrochées depuis 1994 dans le vestibule face à l'entrée de l'église du château en souvenir de la destruction du corps de logis le 18 octobre 1944. Un anneau de quatre cloches, coulé par la fonderie de cloches Bachert de Karlsruhe, est accroché depuis 1967 dans la coupole de la lanterne de la tour est. Il sonne dans les tons de frappe (de) es2, g2, b2 et c.

#### Orgue

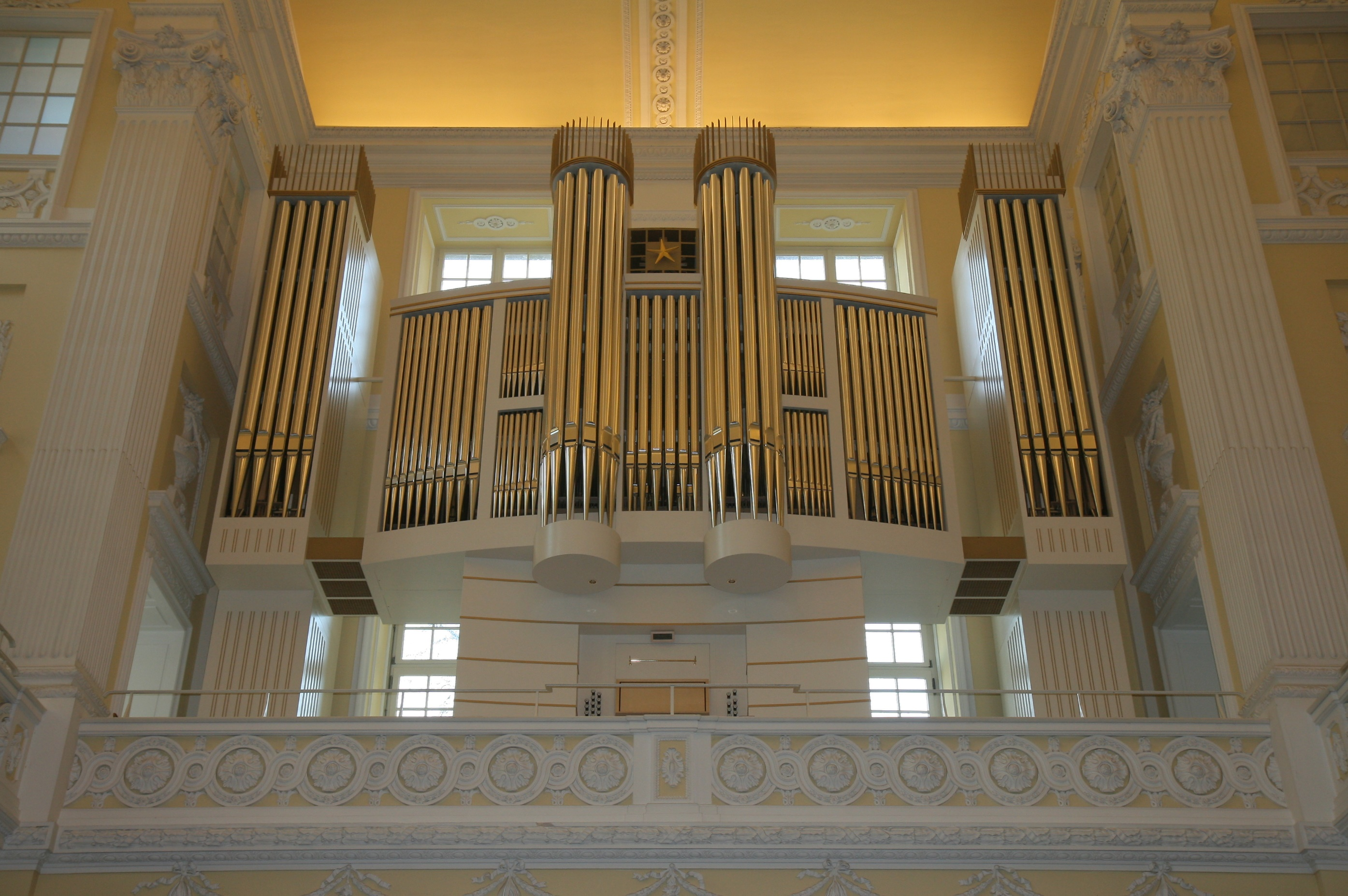
Nouvel orgue de 2012

L'orgue est construit en 2012 par la maison de facteurs d'orgues Klais. L'instrument dispose de 27 registres sur deux claviers et pédalier. L'action de jeu et d'enregistrement est mécanique. Le carillon rappelle celui qui se trouvait dans la tour nord-est à l'époque des électeurs.
| I Travail principal C–a3 |                 |       |
| 1.                       | Principal       | 8'    |
| 2.                       | Viole de Gambe  | 8'    |
| 3.                       | Flûte à roseau  | 8'    |
| 4.                       | Voix humaine    | 8'    |
| 5.                       | Octave          | 4′    |
| 6.                       | Flauto à Ottawa | 4′    |
| 7.                       | Cinquième       | 2 ⁄3  |
| 8ème.                    | Octave          | 2′    |
| 9.                       | Cinquième       | 1 2⁄3 |
| dix.                     | Octave          | 1'    |
| 11.                      | Ripieno II      | 2⁄3   |
| 12.                      | Cornet III      | 2 ⁄3  |
| 13.                      | Trompette       | 8ème' |
|                          | carillons       |       |

| II Oberwerk C-a3 |                |       |
| 14.              | Bourdon        | 8'    |
| 15.              | Salicional     | 8'    |
| 16.              | Principal      | 4′    |
| 17.              | Corne de gemme | 4′    |
| 18.              | Nasard         | 2 ⁄3  |
| 19.              | Flageolet      | 2′    |
| 20.              | Tierce         | 1 3⁄5 |
| 21.              | Harmonique II  | 1 ⁄3  |
| 22.              | Cromorne       | 8ème' |
|                  | Tremblant      |       |
|                  | Cymbelétoile   |       |

| Travail à la pédale C–f 1 |                |       |
| 23.                       | Contrebasse    | 16′   |
| 24.                       | Basse d'octave | 8ème' |
| 25.                       | Pensée         | 8ème' |
| 26.                       | Octave         | 4′    |
| 27.                       | Trombone       | 16′   |

- Accouplement : II/I, I/P, II/P

## Événements
Chaque année en juillet, la cérémonie de remise des diplômes a lieu sur la Hofgartenwiese, devant le bâtiment principal de l'université. Chaque année en août, le Festival international du film muet (de) a lieu dans la cour à arcades du château et attire plus de 20 000 visiteurs.